# Fordicidien
Die Fordicidien (von lateinisch forda (bos) für „trächtige (Kuh)“ und caedere für „töten, schlachten“) waren ein römisches Fest zu Ehren der Göttin Tellus am 15. April.
Ihren Namen erhielten die Fordicidien von den fordae boves, den 30 trächtigen Kühen, die an diesem Tag unter Beteiligung der Pontifices geopfert wurden. Dabei opferte jede der 30 curiae Roms je eine Kuh. Parallel dazu wurde eine trächtige Kuh auf dem Kapitol geopfert. Teil dieses Opferprozesses war, dass die ungeborenen Kälber durch Opferdiener aus den Leibern der Kühe gerissen wurden. Die so aus dem Mutterleib herausgeschnittenen ungeborenen Kälber wurden von der dienstältesten Vestalin (Virgo Vestalis Maxima) daraufhin verbrannt. Die Asche wurde später von den Vestalinnen beim Fest der Parilien mit der Asche des Oktoberpferdes vermengt und als suffimen ins Opferfeuer gestreut.
Sinnstiftend für das Opfer war der Gedanke, dass die Fruchtbarkeit der trächtigen Kühe auf das Getreide übergehen sollte.